# RAICEX
RAICEX es el acrónimo de la Red de Asociaciones de Investigadores y Científicos Españoles en el Exterior. 

## Historia
En 2018 se presentó en la sede de la Fundación Ramón Areces, en Madrid, la Red de Asociaciones de Investigadores y Científicos Españoles en el Exterior, que representaba en aquel momento a 15 asociaciones registradas en diversos países que agrupan a más de 3.500 personas investigadoras y científicas. En el año 2022 la formaban 18 asociaciones de los cinco continentes, con más de 4100 personas investigadoras asociadas.
Algunos aspectos que hacen que RAICEX sea única, si se compara con otras diásporas científicas, son que: a) es una iniciativa de abajo hacia arriba creada por el personal científico para colaborar y conectar con las instituciones científicas públicas y privadas; b) es una gran red de redes, ya que representa a un gran número de asociaciones independientes, lo que les permite realizar sus propias actividades; c) está presente en más de dieciocho países de los cinco continentes con una persona secretaria general en España que potencia la conexión con instituciones y organizaciones del país; (d) sirve como un paraguas para impulsar el poder de representación de los miembros de su asociación más allá de las instituciones españolas mientras que las asociaciones juegan un papel importante conectando la red en todo el mundo.
El propósito de esta Red es ser una interlocutora capaz de transmitir y compartir las competencias y el conocimiento adquiridos por las personas investigadoras y científicas españolas en el exterior, en un contexto científico global y de colaboración multilateral.
Desde RAICEX, junto con personal investigador español y otros organismos, organizaron movilizaciones virtuales, bajo el lema #SinCienciaNoHayFuturo, y se trasladaron a las instituciones públicas inquietudes y propuestas. Haciéndose eco de estas voces, en julio de 2020 el gobierno español presentó el Plan de Choque para la Ciencia.
En el año 2022 elaboraron el informe ATRAE (Atracción de Talento y el Retorno A España). Entre sus conclusiones está la necesidad de realizar mejoras que favorezcan la ciencia y la carrera científica en España, para así aumentar su crecimiento económico y posicionar a España dentro de las potencias mundiales en investigación.